# Dicranella pabstiana
Dicranella pabstiana är en bladmossart som beskrevs av Mitten 1869. Dicranella pabstiana ingår i släktet jordmossor, och familjen Dicranaceae. Inga underarter finns listade i Catalogue of Life.